# Sallent de Castellbò
Sallent de Castellbò (o Sellent) és un nucli de població del municipi alturgellenc de Montferrer i Castellbò i de l'entitat municipal descentralitzada Vila i Vall de Castellbò. Incorporat al municipi en el 1970, en el 2019 tenia un cens d'1 habitant. Situat a 1.529 m. d'altitud, al peu del serrat de les Cabanelles, en la capçalera de la riera del mas d'en Roqueta, afluent del riu Aravell.